# 高铼酸铜
高铼酸铜是一种无机化合物，化学式为Cu(ReO4)2。

## 制备及性质
高铼酸和铜的碱式碳酸盐、氧化物或氢氧化物反应，都可得到高铼酸铜。
高铼酸铜和四氯化碳在400 °C反应，生成黑色的六氯合铼(IV)酸铜。